# LauncherOne
Il LauncherOne è un lanciatore  aviolanciato della Virgin Orbit in grado di portare un carico di 300 kg (smallsat) in orbita eliosincrona. Il primo lancio è stato effettuato il 25 maggio 2020 dallo spazioporto di Mojave, il tentativo di lancio è risultato un fallimento.